# Gottlieb Wilhelm Bischoff
Gottlieb Wilhelm T.G. Bischoff (* Bad Dürkheim, 21 de maig de 1797 - Heidelberg, 11 de setembre de 1854) va ser un botànic alemany.
Bischoff estudià botànica a Kaiserslautern sota la direcció de Wilhelm D.J. Koch, l'autor de la clàssica «Flora Deutschlands». El 1819 estudià a Múnic i el 1821 es traslladà a Erlangen. El 1824 va ser mestre a Heidelberg i el 1839 director del Jardí botànic.
Georg Engelmann va ser alumne seu. Bischoff s'especialitzà en la sistemàtica i reproducció de les criptògames.

## Obra
- Handbuch der botanischen Terminologie und Systemkunde (1830 a 1844)
- Lehrbuch der allgemeinen Botanik (1834-1840)
- Wörterbuch der beschreibenden Botanik (1839)
- Medizinisch-pharmazeutische Botanik (1843)
- Die Botanik in ihren Grundrissen und nach ihrer historischen Entwicklung (1848)
- Beiträge zur Flora Deutschlands und der Schweiz (1851)